# Rincón del Bonete
Rincón del Bonete é uma localidade uruguaia do departamento de Tacuarembó, na zona sul do departamento, às margens do lago homónimo. Está situada a 128 km da cidade de Tacuarembó, capital do departamento. e a 8 km da sede do município.

## População
Segundo o censo de 2011 a localidade contava com uma população de 54 habitantes.
| Variação demográfica do município entre 2004 e 2011 |
|                                                     |

## Geografia
Rincón del Bonete se situa próxima das seguintes localidades: ao norte, Cardozo, a sul, Centenario (departamento de Durazno) e a sudeste, Pueblo de Álvarez (departamento de Durazno).

## Economia
No território se localiza a Hidrelétrica Rincón del Bonete

## Autoridades
A localidade é subordinada ao município de Paso de los Toros.

## Transporte
A localidade possui as seguintes rodovias:
- Acesso a Ruta 05 [8][9]